# 尤拉卡帕切塔山 (普卡拉區)
15°4′4″S 70°27′47″W / 15.06778°S 70.46306°W
尤拉卡帕切塔山（Yuraq Apachita），是秘魯的山峰，位於該國東南部普諾大區，由蘭帕省的普卡拉區負責管轄，屬於安地斯山脈的一部分，海拔高度4,424米。